# 함안군수
함안군수는 경상남도 함안군의 군수이다.

## 같이 보기
- 함안군수 선거